# Cosimo Amidei
Cosimo Amidei (Peccioli, 1722 circa – Firenze, 13 marzo 1784) è stato un giurista e filosofo italiano.

## Biografia

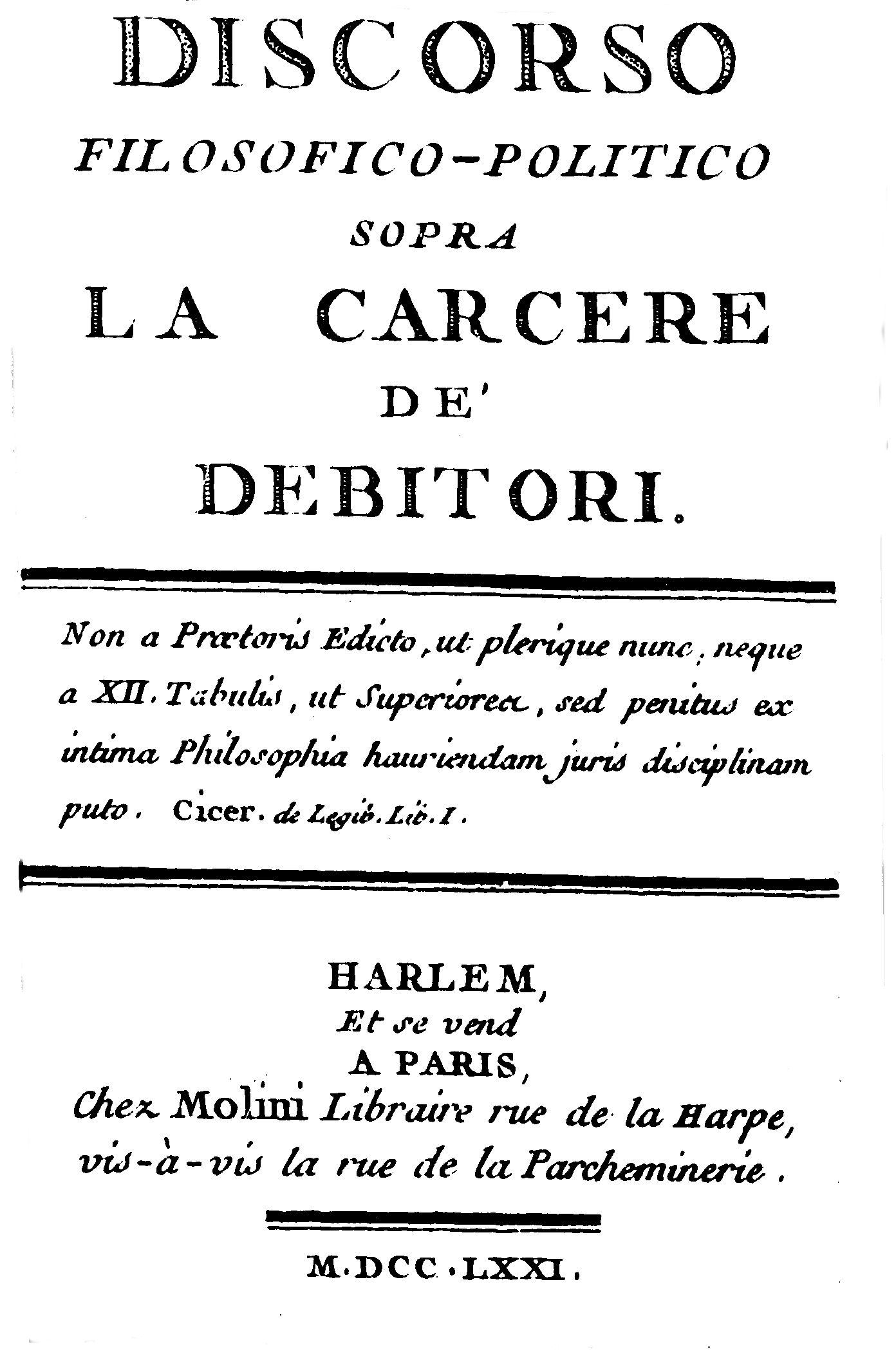
Frontespizio del Discorso filosofico-politico sopra la carcere de' debitori di Cosimo Amidei, ed. Harlem (Paris), 1771.

Non si sa quasi nulla sulla biografia di Cosimo Amidei. Figlio del dottore in giurisprudenza Domenico Amidei di Peccioli (Pisa), si laureò in Giurisprudenza all'Università di Pisa probabilmente nel 1746. Per le modeste condizioni della famiglia nel 1739 aveva chiesto di essere ammesso al Collegio di Sapienza, e aveva ottenuto un posto gratuito il 1º novembre 1741. Stando ad una lettera di Alessandro Verri al fratello Pietro, Amidei era un magistrato fiorentino, "notaro criminale".
Fra le poche cose certe vi è quella che conobbe personalmente Cesare Beccaria, di cui era un ammiratore e con cui fu in corrispondenza fin dal 1766.
Le date di nascita e di morte ed alcune notizie biografiche si ritrovano sulle Efemeridi di Giuseppe Pelli Bencivenni.

## Opere
- Discorso filosofico-politico sopra la carcere de debitori, s.l., 1770
- La Chiesa, e la Repubblica dentro i loro limiti. Concordia discors, s.l., 1768.
- De' mezzi per diminuire i mendichi, s.l., 1771

### Sopra la carcere de' debitori
L'Amidei è noto soprattutto quale autore del Discorso filosofico-politico sopra la carcere de' debitori (1770). Ispirata direttamente dal paragrafo XXXIV del Dei delitti e delle pene del Beccaria, l'opera è considerata una delle più importanti espressioni del riformismo e dell'umanitarismo settecentesco. L'opuscolo ebbe immediatamente successo: fu recensito con favore dalle Novelle letterarie di Firenze, e dal Journal encyclopédique; l'anno seguente ebbe una seconda edizione, con osservazioni di Giambattista Vasco, uscita a Milano presso lo stampatore Galeazzi, e ancora una edizione in testo bilingue italiano - francese. Il testo di Amidei influì certamente sulla riforma leopoldina del 1776, che, per merito del ministro Francesco Maria Gianni, abolì la carcerazione per debiti (ma occorre ricordare come un'analoga riforma venisse promulgata anche in Russia). Nella concezione relativistica delle leggi e nella critica alla legislazione romana dell'illuminismo giuridico-politico toscano di quegli anni, l'opera di Amidei si arricchisce di spunti egualitari rousseauiani (rarissimi ancora nel pensiero illuministico toscano) dai quali Amidei ottiene la giustificazione teorica per l'abolizione della pena detentiva dei debitori. Una nuova edizione dell'opera, apparsa in Firenze nel 1783, è una prova dell'esistenza in vita di Cosimo Amidei nel 1783; dopo di allora, infatti, non si hanno più notizie biografiche certe su di lui.

### La Chiesa e la Repubblica dentro i loro limiti
All'Amidei è attribuita anche un'opera edita poco prima il Discorso sopra la carcere de' debitori, La Chiesa e la Repubblica dentro i loro limiti. L'opera, pubblicata anonima nel 1768, è stata attribuita a Cosimo Amidei a partire dal 1770, anno di pubblicazione del Discorso filosofico-politico sopra la carcere de debitori. Finora mancano però elementi sicuri per confermare tale attribuzione, attestata solo da alcuni cataloghi di biblioteche e di cui non v'è notizia neppure nel Dizionario di opere anonime e pseudonime di Gaetano Melzi. L'opera uscì anonima e senza indicazione del luogo dell'edizione; dovrebbe trattarsi di Pavia o di Firenze. Molti contemporanei ritennero che fosse Napoli, identificando probabilmente l'edizione originale con una edizione ampliata, con falsa indicazione di luogo Amsterdam, sequestrata presso lo stampatore Campo di Napoli; si tratterebbe in realtà di una ristampa contraffatta dello scritto apparsa nella città partenopea prima che fosse posta in vendita l'edizione proveniente da Firenze, e che venne sequestrata per la "sediziosa proposizione" dell'origine popolare della sovranità. Al suo apparire, infatti, per alcuni spunti contrattualistici rousseauiani, l'opera richiamò l'attenzione dell'autorità laica ed ecclesiastica e le vicissitudini di cui fu oggetto sono ritenute importanti per ricostruire la fortuna di Jean-Jacques Rousseau in Italia. A Roma, autore dell'opera fu ritenuto il Beccaria, e nel clima di irrigidimento contro le correnti giurisdizionalistiche e illuministiche che caratterizzò gli ultimi anni di pontificato di Clemente XIII, essa fu posta all'Indice nel 1769.

### De' mezzi per diminuire i mendichi
Anche quest'opera, pubblicata anonima nel 1771 senza indicazione di luogo, ma probabilmente a Firenze, è solo attribuita a Cosimo Amidei; ma l'attribuzione risale già ai contemporanei. L'autore sostiene, in base a una concezione fisiocratica, che il grave problema possa essere risolto solo per mezzo di una riforma fiscale.